# 이세사키역
이세사키역(일본어: 伊勢崎駅)은 일본 군마현 이세사키시에 위치한 동일본 여객철도 · 도부 철도의 철도역이다. JR 동일본 료모 선과 도부 철도 이세사키 선 등 2개의 노선이 운행되고 있다.

## 타는 곳

### JR 동일본
JR 동일본 스테이션 서비스가 관리하는 업무위탁역이며, 섬식 승강장 2면 3선의 구조를 갖춘 고가역이다. 2010년 5월 30일에 고가 승강장 사용이 개시되었다.
고가화되었던 때에 1층이 개찰구로, 2층에 승강장이 설치된 형태로 되어, 에스컬레이터 4대와 엘리베이터 2대가 설치되었다.
| 1 · 2 | ■ 료모 선 | 상행 | 마에바시 · 다카사키 방면 | 2번 선은 당 역 시발  |
| 3 · 4 | ■ 료모 선 | 하행 | 기류 · 오야마 방면       | 3번 선은 일부 열차만 |

### 도부 철도
2013년 10월 19일에 도부 철도 부분의 고가화로 되어, 섬식 승강장 1면 2선의 구조를 갖췄다. 도부 철도가 운영하는 철도역 중 가장 서쪽에 위치해 있으며, 역 번호는 TI 25이다.
| 1 · 2 | ■ 이세사키 선 | 오타 · 아시카가시 ■ 도쿄 스카이라인 기타센주 · 도쿄스카이트리 · 아사쿠사 방면 |

## 이용 현황
| 연도   | 동일본 여객철도    | 도부 철도          |
| 연도   | 1일 평균 승차 인원 | 1일 평균 하차 인원 |
| ------ | ------------------ | ------------------ |
| 1998년 |                    | 5,798              |
| 1999년 |                    | 5,454              |
| 2000년 | 5,144              | 5,346              |
| 2001년 | 4,966              | 4,991              |
| 2002년 | 4,844              | 5,010              |
| 2003년 | 4,929              | 5,308              |
| 2004년 | 4,923              | 5,378              |
| 2005년 | 4,833              | 5,356              |
| 2006년 | 4,792              | 5,333              |
| 2007년 | 4,793              | 5,337              |
| 2008년 | 4,931              | 5,444              |
| 2009년 | 4,909              | 5,372              |
| 2010년 | 5,118              | 5,607              |
| 2011년 | 5,193              | 5,690              |
| 2012년 | 5,406              | 5,998              |
| 2013년 | 5,608              | 6,206              |
| 2014년 | 5,595              | 6,115              |
| 2015년 | 5,808              |                    |

## 역 주변
- 이세사키 시립 도서관
- 이세사키 진자
- 게조지 공원
- 기류 공업 이세사키 공장
- 이세사키 쇼핑몰

## 인접 역
| 동일본 여객철도 료모 선        | 동일본 여객철도 료모 선 | 동일본 여객철도 료모 선 |
| ------------------------------ | ----------------------- | ----------------------- |
| 고마가타 마에바시 방면         | ■ 료모 선               | 구니사다 오야마 방면    |
| 도부 철도 이세사키 선          |                         |                         |
| TI 24 신이세사키 아사쿠사 방면 | ■ 특급 '료모' · ■ 보통  | 시·종착역               |